# U-20-Fußball-Südamerikameisterschaft 1999
Die XIX.U-20-Fußball-Südamerikameisterschaft 1999 fand vom 5. Januar 1999 bis zum 25. Januar 1999 in Argentinien statt.
Ausgetragen wurden die Begegnungen zur Ermittlung des Turniersiegers in den Städten Mar del Plata und Tandil. Gespielt wurde in zwei Gruppen und einer anschließend ebenfalls im Gruppenmodus ausgetragenen Finalphase. Es nahmen am Turnier die Nationalmannschaften Argentiniens, Boliviens, Brasiliens, Chiles, Kolumbiens, Ecuadors, Paraguays, Perus, Uruguays und Venezuelas teil. Aus der Veranstaltung ging Argentinien als Sieger hervor. Die Plätze zwei bis vier belegten die Nationalteams aus Uruguay, Brasilien und Paraguay. Torschützenkönig des Turniers war mit neun erzielten Treffern der Argentinier Luciano Galletti.
Der Kader der von José Pekerman trainierten Siegermannschaft bestand aus folgenden Spielern:
Franco Costanzo (River Plate), Cristian Grabinski (Newell’s Old Boys), Germán Rivarola (Rosario Central), Juan Ramón Fernández (Estudiantes La Plata), Esteban Cambiasso (Independiente), Gabriel Milito (Independiente), Luciano Galletti (Estudiantes La Plata), Aldo Duscher (Sporting Lisboa, Portugal), Sixto Peralta (Huracán), César La Paglia (Boca Juniors), Pablo Aimar (River Plate), Sebastián Saja (San Lorenzo), Carlos Roldán (Lanús), Fernando Crosa (Newell’s Old Boys), Javier Villarreal (Talleres de Córdoba), Ernesto Farías (Estudiantes La Plata), Adrián Guillermo (Boca Juniors), Lucas Castromán (Vélez Sársfield), Daniel Montenegro (Huracán) und Ariel Franco (River Plate)